# 佐知美梨穗
佐知美梨穗（さちみりほ）（4月9日—），日本漫畫家。代表作是《夢屋迷離》與《銀騎女王》。1989年以作品在小學館出道，1991年移籍至秋田書店。

## 作品
- 系列
  1. 群花殘像、全1冊（長鴻版）、原名
  2. 微風之路、全1冊（長鴻版）、原名
  3. 金色繪本、全1冊（長鴻版）、原名
- 真珠夫人、全3冊（長鴻版）、原名、原作：菊池寬
- 逆境之花、全1冊（長鴻版）、原名
- 魔女圓舞曲、全1冊（東立版）、原名
- 花宵奇談、全1冊（東立版）
- 夢屋迷離、全13冊（長鴻版）、原名
- 銀騎女王、全10冊（長鴻版）、原名
- 愛在青春交叉點、全1冊（尚禾版）、原名
- 天使的闇夜呢喃、全4冊（長鴻版）、原名
- 原名
- 原名
- 原名
- 原名

## 外部連結
- （日語）